# Fenghuangopterus
Fenghuangopterus es un género extinto de pterosaurios que vivió en lo que ahora es China durante el Jurásico Medio.
La especie tipo Fenghuangopterus lii fue descrita y nombrada en 2010 por Lü Junchang et.al. El nombre del género se deriva del Monte Fenghuang y el término del griego antiguo latinizado pteron, que significa "ala". El nombre de la especie honra a Li Xiumei, quien donó el fósil. Se le conoce por un único ejemplar fósil relativamente completo, aunque bastante aplastado, el holotipo CYGB-0037, encontrado en la Formación Tiaojishan de la provincia de Liaoning, hace unos 160 millones de años. Es un Rhamphorhynchidae de la subfamilia Scaphognathinae, de la que hasta ahora solo se conocían fósiles del Jurásico Superior, e incluye los géneros Scaphognathus, Sordes y Harpactognathus.

## Descripción
Fenghuangopterus era similar a otros escafognatinos por tener un cráneo corto y romo con una gran fenestra anteorbital, y dientes de orientación vertical muy espaciados entre sí (en contraste con los dientes más orientados horizontalmente de otros ranforrínquidos). Como todos los ranforrínquidos conocidos su cola quedaba rígida gracias a unas largas extensiones de las vértebras. Las principales diferencias entre Fenghuangopterus y otros escafognatinos residen en sus dientes más numerosos — once en la mandíbula superior — los cuales se extendían más hacia atrás que en sus parientes, y el hecho de ser más antiguo.